# Миндяк
Миндя́к (баш. МФА: Миндәко файле) — село в Учалинском районе Республики Башкортостан Российской Федерации. Центр Миндякского сельсовета. Согласно переписи 2020 года население составляло 2215 человек.

## География
Северо-восточнее села расположено озеро Мигиле.

### Географическое положение
Расстояние до:
- районного центра (Учалы): 75 км,
- ближайшей железнодорожной станции (Урал-Тау): 27 км.

## История
Указ Президиума Верховного Совета РСФСР от 04.12.1938 года «Об отнесении селения Миндяк Учалинского района Башкирской АССР к категории рабочих посёлков».
Законом Республики Башкортостан от 17 декабря 2004 года № 125-з «Об изменениях в административно-территориальном устройстве Республики Башкортостан, изменениях границ и преобразованиях муниципальных образований в Республике Башкортостан» рабочий посёлок Миндяк Миндякского поссовета отнесён к категории сельского населенного пункта, установив тип поселения — село.

## Население
| 1939  | 1959  | 1970  | 1979  | 1989  | 2002  |
| ----- | ----- | ----- | ----- | ----- | ----- |
| 3773  | ↗5862 | ↘4724 | ↘3293 | ↘3013 | ↘2949 |
| 2009  | 2010  |       |       |       |       |
| ↘2896 | ↘2282 |       |       |       |       |

## Религия
В селе есть мечеть и православная церковь Симона Уфимского.

## Известные уроженцы и жители
- Загиров, Наиль Хайбуллович (1925—2014) — доктор технических наук, профессор, первый ректор Красноярского института цветных металлов им. М. И. Калинина.
- Нугуманов, Ирек Шамильевич — певец, продюсер, народный артист Республики Башкортостан.
- Низамутдинов, Салават Ахмадиевич (1957—2013) — композитор, заслуженный деятель искусств РФ (2003).

## Инфраструктура
Автостанция.

## Достопримечательности
Озеро Мигиле.